# 布里尼奥勒区
布里尼奥勒区（法語：arrondissement de Brignoles）是法国普罗旺斯-阿尔卑斯-蓝色海岸大区瓦尔省所辖的一个区。总面积2518.3平方公里，总人口183757，人口密度73人/平方公里（2018年）。主要城镇为布里尼奥勒。

## 辖区
布里尼奥勒区辖有67个市镇。